# Forcella di Casies
Forcella di Casies är ett bergspass i Österrike, på gränsen till Italien. Det ligger i den centrala delen av landet, 300 km väster om huvudstaden Wien. Forcella di Casies ligger 2 217 meter över havet.
Terrängen runt Forcella di Casies är bergig. Runt Forcella di Casies är det glesbefolkat, med 19 invånare per kvadratkilometer.. 
Trakten runt Forcella di Casies består i huvudsak av gräsmarker.